# Serviteur du peuple (parti politique)
Pour les articles homonymes, voir Serviteur du peuple.
Serviteur du peuple (en ukrainien : Слуга народу, Slouha narodou, abrégé en SN) est un parti politique ukrainien, fondé en 2016 sous la dénomination Parti du changement décisif (Партія рішучих змін, Partia richoutchykh zmin) et renommé peu après du même nom que la série télévisée humoristique Serviteur du peuple, dont l’acteur principal est Volodymyr Zelensky.
Candidat à l'élection présidentielle de 2019 avec le soutien du parti, celui-ci est élu président d’Ukraine face au chef de l’État sortant, Petro Porochenko. Lors des élections législatives anticipées qui se tiennent dans la foulée, Serviteur du peuple obtient la majorité absolue des sièges à la Rada, le Parlement ukrainien.

## Historique

### Débuts
Enregistré en avril 2016, le parti s'appelle d'abord Parti du changement décisif. Son dirigeant est alors Evgueni Iourdyga.
Le changement de dénomination pour Serviteur du peuple est annoncé le 2 décembre 2017 et le parti est enregistré le 31 mars 2018,. Ce nom est le même que celui de la série télévisée humoristique Serviteur du peuple, diffusée à partir de 2015, et du film homonyme Serviteur du peuple 2, produit par le studio humoristique ukrainien Kvartal 95 en 2017,,. Ivan Bakanov devient le nouveau dirigeant du parti le 27 novembre 2018 ; il dirige également le Studio Kvartal 95.
Selon le rapport du parti pour le deuxième trimestre 2018, son bureau de 4 m2 à Kiev est mis à disposition par un sponsor, le parti n’ayant ni revenus ni dépenses. En janvier 2019, selon l'enquête publiée par sa direction, le parti reste purement virtuel : aucune activité n'a été menée à l'adresse prise en location par le parti. Selon le site d'information You Control c'est le cabinet d'avocat Kashura Lawyers à la tête duquel se trouve Aleksandre Anatoliyovitch Kashura qui met à disposition un local de 4 mètres carrés au septième étage d'un immeuble d'affaires.

### Élection présidentielle de 2019
En décembre 2018, Volodymyr Zelensky est désigné candidat du parti à l'élection présidentielle de 2019. Il accède au second tour avec 30,2 % des suffrages exprimés avant d'être élu président de l'Ukraine le 21 avril 2019 avec 73,22 % des suffrages.
L'équipe de Studio Kvartal 95 tente de se dissocier de l'influence de l'oligarque Ihor Kolomoïsky sur leur candidat Zelensky. Kolomoïsky, qui est propriétaire de la chaîne de télévision 1+1, renonce à exercer une influence sur Zelensky. Ce dernier est en effet accusé parfois par certains d'être une marionnette de l'oligarque. Vu son inexpérience en matière politique, l'équipe de Kvartal 95 prend des avis de spécialistes tels que Viktor Adrousine, avocat réputé, directeur de l'Institut ukrainien du futur,.

### Élections législatives de 2019

Logo de 2019 à 2020.

En mai 2018, 5 % des Ukrainiens interrogés par la fondation Initiatives démocratiques  Ilka Koutcheriva en collaboration avec le Centre Razoumkov déclarent vouloir voter pour Serviteur du peuple. En décembre 2018, 8.3 % des Ukrainiens interrogés étaient prêts à voter pour ce même parti.
Le député indépendant Vitaly Koupriy, ancien candidat à la présidentielle de 2019, se rallie à Zelensky et tente sans succès de former un groupe parlementaire qui lui est favorable. Fraichement élu, Zelensky convoque des élections anticipées pour le 21 juillet 2019.
Les trois premiers candidats sur la liste présentée aux électeurs par Serviteur du peuple sont Dmytro Razoumkov, Rouslan Stefantchouk et Iryna Venediktova. Zhan Beleniouk, médaillé olympique ukrainien, figure en dixième position. 

### Présidence Zelensky
De sa création à au moins la fin de l’année 2019, le parti ne mène aucune activité dans ses locaux, ne dispose d’aucun salarié et ne possède aucune section locale,,.

## Dirigeants
| Portrait                              | Identité                                                  | Période          | Période          | Durée                     |
| Portrait                              | Identité                                                  | Début            | Fin              | Durée                     |
| ------------------------------------- | --------------------------------------------------------- | ---------------- | ---------------- | ------------------------- |
| Ivan Bakanov                          | Ivan Bakanov (uk) Баканов Іван Геннадійович (né en 1975)  | 2 décembre 2017  | 27 mai 2019      | 1 an, 5 mois et 25 jours  |
| Dmytro Razoumkov                      | Dmytro Razoumkov (uk) Дмитро Разумков (né en 1983)        | 27 mai 2019      | 10 novembre 2019 | 5 mois et 14 jours        |
| Olexandre Kornienko, 25 janvier 2023. | Olexandre Kornienko (uk) Олександр Корнієнко (né en 1984) | 10 novembre 2019 | 15 novembre 2021 | 2 ans et 5 jours          |
| Olena Chouliak, 30 mai 2023.          | Olena Chouliak (uk) Шуляк Олена Олексіївна (née en 1976)  | 15 novembre 2021 | En cours         | 3 ans, 7 mois et 15 jours |
| David Arakhamia, 4 juin 2020.         | David Arakhamia (en) (uk) Давид Арахамія (né en 1979)     |                  |                  |                           |

## Positionnement
L'idéologie du parti est jugée très floue avant la victoire de Volodymyr Zelensky à l’élection présidentielle de 2019. Selon l'écrivain et intellectuel Iouri Androukhovytch, l'équipe de Zelensky est une version soft du Parti des régions, d'inspiration pro-russe. Le politologue Mihkaïl Bassarab affirme ainsi que Volodymyr Zelensky « apportera plus de tracas aux politiciens et aux populistes, […] puisqu'il est leur plus proche concurrent et il attirera à lui une partie des électeurs pro-russes et avides de démagogie ».
Dans son programme pour les élections législatives de 2019, le parti propose l'adhésion de l'Ukraine à l'Union européenne et à l'OTAN. Après avoir fait des déclarations ambigües en ce qui concerne la langue ukrainienne, Volodymyr Zelensky critique le vote d'une loi renforçant l'usage de la langue ukrainienne (hors sphères privée et religieuse),,. S’il déclare ne pas vouloir remettre en cause le statut de l’ukrainien comme langue unique d’État, il s'oppose à toute mesure coercitive en la matière.
Le programme de Serviteur du peuple comprend des éléments de démocratie directe et anti-corruption, comme la possibilité pour les citoyens de révoquer les députés.
Après l'élection de Zelensky à la présidence, Rouslan Stefantchouk — représentant de celui-ci à la Rada — annonce que le parti a choisi le libertarianisme pour idéologie principale. Dans un entretien accordé en avril 2019, Zelensky déclarait soutenir l'avortement, la légalisation du cannabis, de la prostitution et des jeux de hasard, mais ces propositions ne figurent pas dans le programme du parti pour les législatives de 2019.

## Résultats

### Élections présidentielles
| Année | Candidat           | Premier tour | Premier tour | Premier tour | Second tour | Second tour | Second tour |
| Année | Candidat           | Voix         | %            | Rang         | Voix        | %           | Rang        |
| ----- | ------------------ | ------------ | ------------ | ------------ | ----------- | ----------- | ----------- |
| 2019  | Volodymyr Zelensky | 5 714 034    | 30,24        | 1er          | 13 540 552  | 73,22       | 1er         |

### Élections législatives
| Année | Voix      | %     | Élus      | Rang | Gouvernement                                   |
| ----- | --------- | ----- | --------- | ---- | ---------------------------------------------- |
| 2019  | 6 307 793 | 43,16 | 254 / 450 | 1er  | Hontcharouk (2019-2020), Chmyhal (depuis 2020) |

### Élections locales
| Année | %     | Élus         | Rang |
| ----- | ----- | ------------ | ---- |
| 2020  | 15,09 | 6402 / 42501 | 1er  |

## Logos

Logo de 2019 à 2020.
Variante du logo dans le cadre des élections législatives de 2019.
Logo de 2020 à 2021.
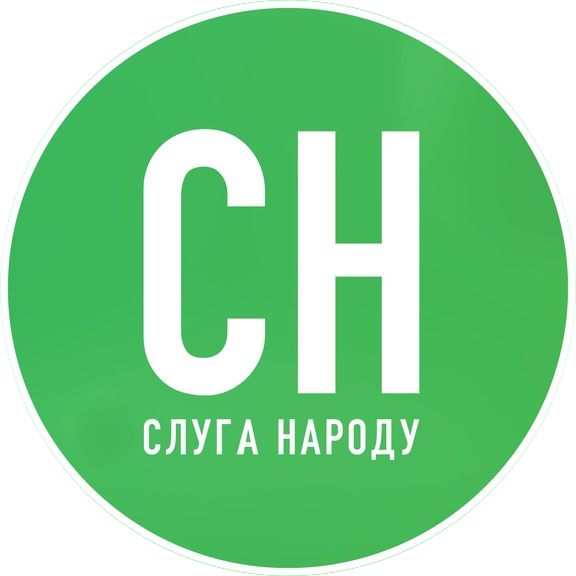
Logo depuis 2021.